# Municipio de Plumb
El municipio de Plumb (en inglés: Plumb Township) es un municipio ubicado en el condado de Wabaunsee en el estado estadounidense de Kansas. En el año 2010 tenía una población de 631 habitantes y una densidad poblacional de 4,87 personas por km².

## Geografía
El municipio de Plumb se encuentra ubicado en las coordenadas 38°48′2″N 95°59′42″O / 38.80056, -95.99500. Según la Oficina del Censo de los Estados Unidos, el municipio tiene una superficie total de 129.48 km², de la cual 128,83 km² corresponden a tierra firme y (0,5 %) 0,65 km² es agua.

## Demografía
Según el censo de 2010, había 631 personas residiendo en el municipio de Plumb. La densidad de población era de 4,87 hab./km². De los 631 habitantes, el municipio de Plumb estaba compuesto por el 96,83 % blancos, el 0,63 % eran afroamericanos, el 0,95 % eran amerindios, el 0,63 % eran asiáticos, el 0,16 % eran de otras razas y el 0,79 % eran de una mezcla de razas. Del total de la población el 1,43 % eran hispanos o latinos de cualquier raza.